# Xenarretocera superba
Xenarretocera superba är en stekelart som beskrevs av Girault 1926. Xenarretocera superba ingår i släktet Xenarretocera och familjen bredlårsteklar. Inga underarter finns listade i Catalogue of Life.